# 江原道 (朝鮮民主主義人民共和國)
江原道（朝鲜语：／ Kangwŏn do */?）是朝鮮民主主義人民共和國東南部的一個道，地處三八線東段以北，首府位於元山市。

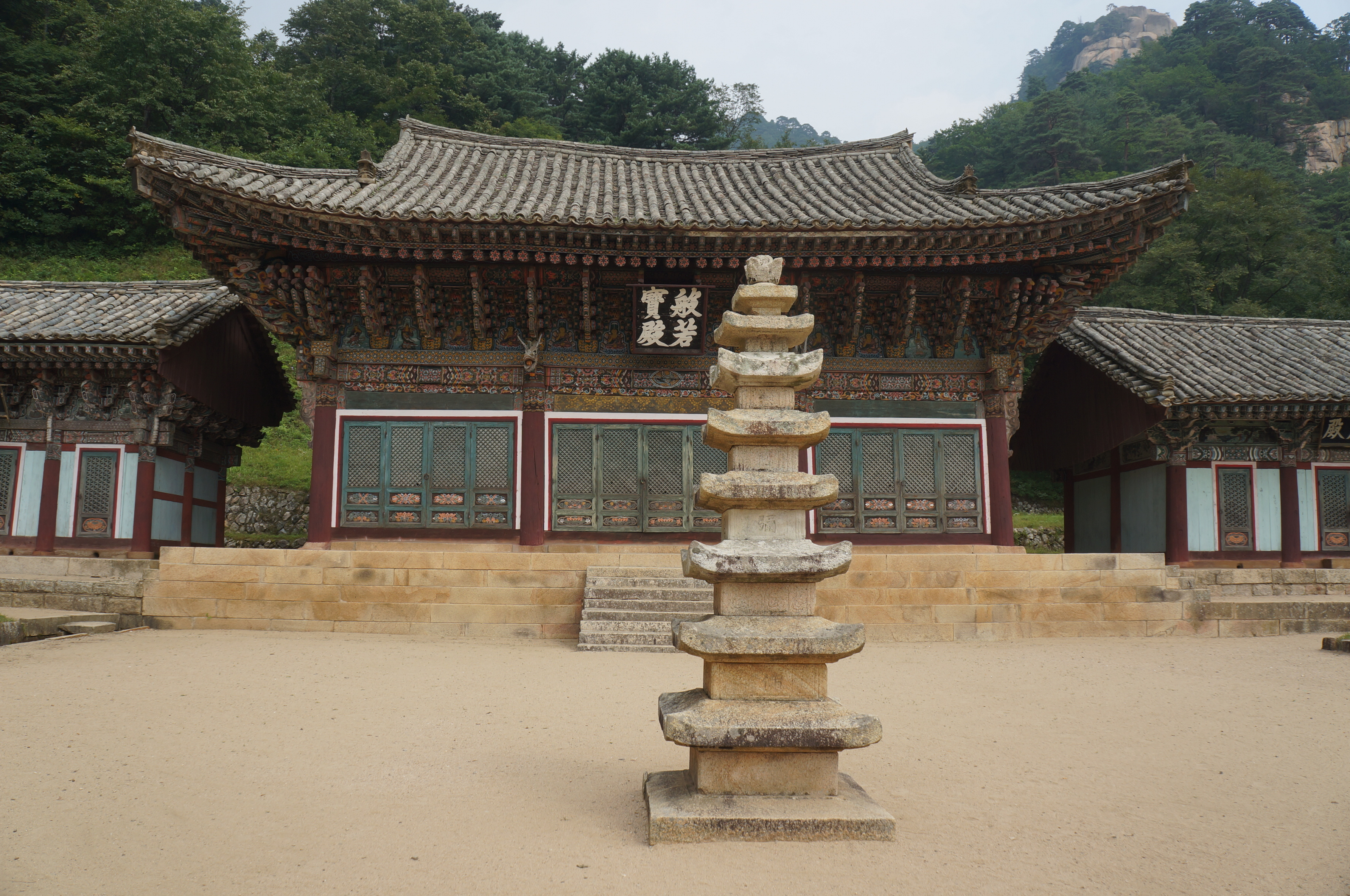
金剛山觀光區的佛寺

## 行政區劃

### 市
- 文川市（문천시）
- 元山市（원산시）

### 郡
- 高山郡（고산군）
- 高城郡
- 金剛郡
- 金化郡（김화군）
- 法洞郡（법동군）
- 洗浦郡（세포군）
- 昌道郡（창도군）
- 川內郡（천내군）
- 鐵原郡（철원군）
- 通川郡
- 板橋郡（판교군）
- 平康郡（평강군）
- 淮陽郡（회양군）
- 安邊郡（안변군）
- 伊川郡（이천군）

## 政治

### 历任党委责任书记
- 白成国，朝鲜劳动党第八届中央委员会第六次全体会议（2023年1月1日）任命

## 旅遊

### 自然風物

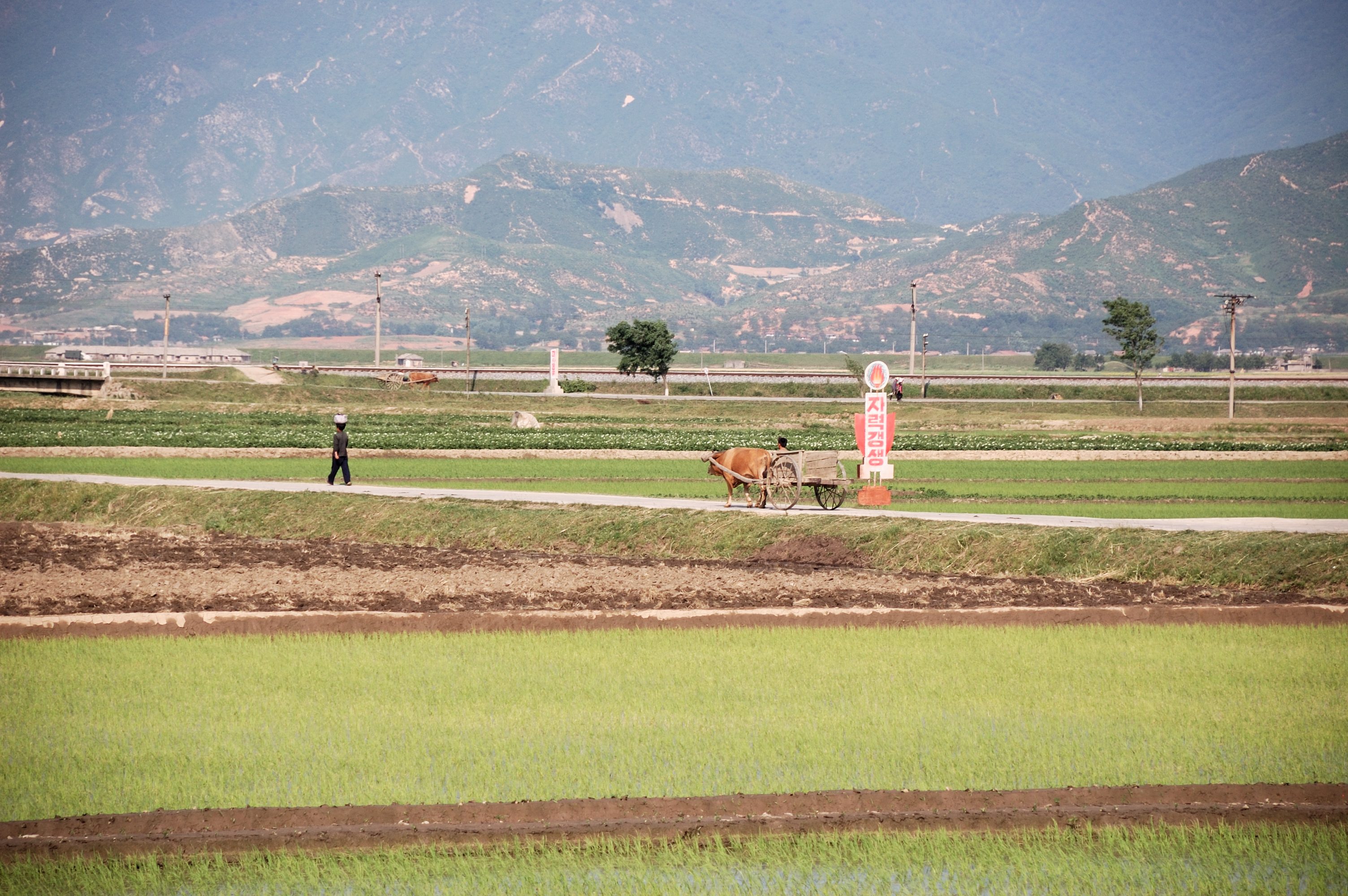
安邊郡

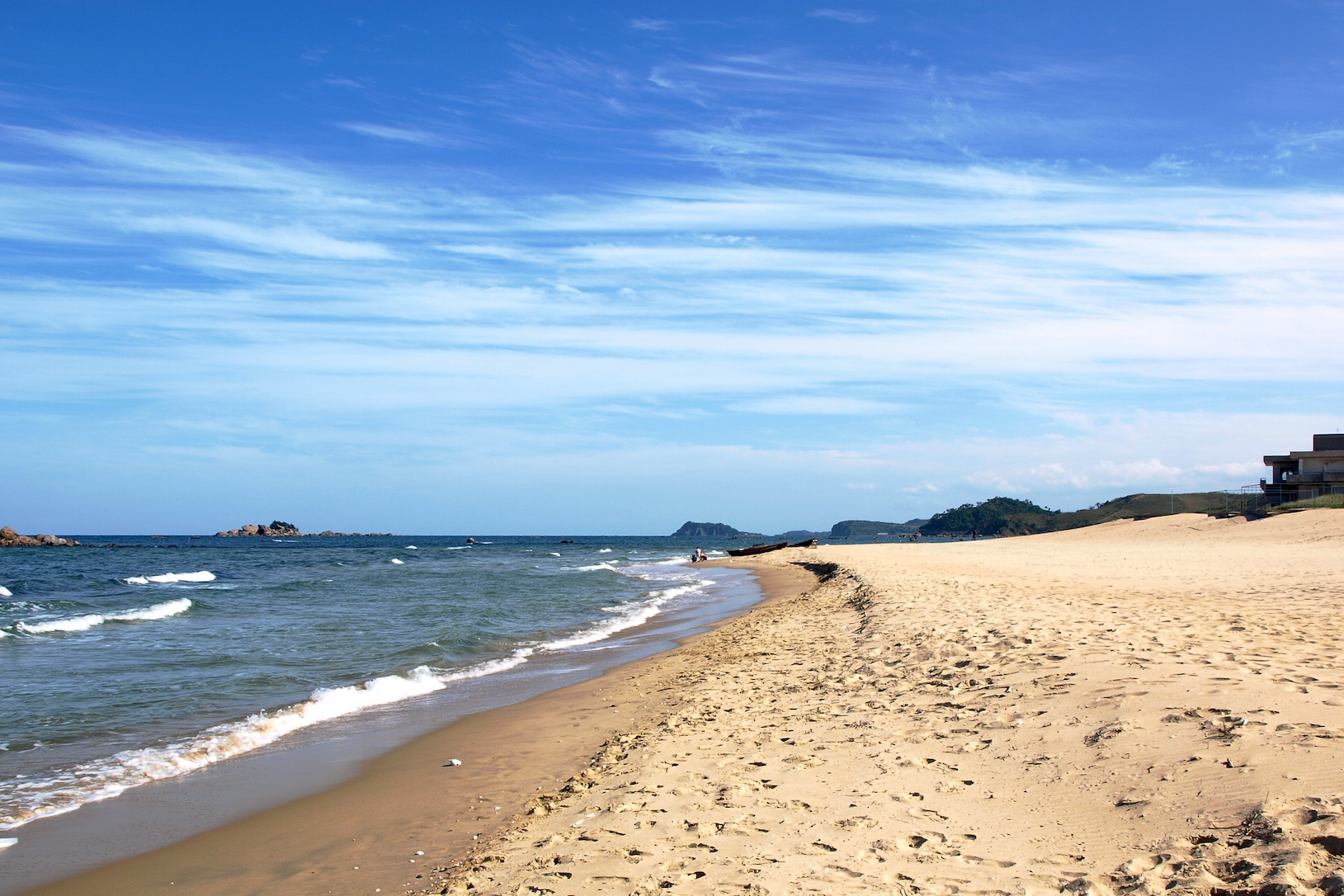
侍中湖沙滩

- 雲林瀑布：峰巒連綿、懸崖峭壁圍繞的山谷間有一瀑布飛濺著無數晶瑩水珠傾瀉而下。每秒有20－25立方公呎的水從75公呎高的峭壁上傾瀉而下，響聲震天動地，尤為壯觀，其響聲10公里外也能聽到。最近修建了觀光路，並在許多景點修建了文化休息場所。它是朝鮮的先軍八景之一。
- 三防蓼葉堇菜：分佈在洗浦郡三防里一帶，是多年生植物，在堇菜中莖最長的，竟有40至60厘米。葉子像個柳樹葉，葉子交錯生長，長8至12厘米，寬2至3厘米，草葉子有刺狀鋸齒。5月中旬開花。6月有卵狀果實，裡邊種子呈粟狀。
- 釋王寺櫸樹：位於高山郡雪峰里。此樹種植於1386年，樹高5米，根部周長8.9米，樹冠寬28米。
- 城北櫸樹：此樹位於伊川郡城北里，此樹於公元1430年間種植。樹高25.5米，根部周長10.3米，樹冠直徑30米，樹高2米處，長出多支枝杈，有傘狀樹冠，樹木沒有一處空心，很壯健。樹根處有一眼泉水。
- 元山柿子樹：位於市西北郊區的新城里，有3株長了320多年的柿子樹，它們約高20米，樹底周長分別約為4.2米、3.2米、2.4米，6月中旬在新枝葉腋開淡黃色花，9月中旬果實成熟，10月底收成柿子。

### 名勝古蹟
- 明鏡臺（명경대）：位於金剛郡（금강군）的內金剛里，附近有千奇峰等群峰。明鏡臺是花崗岩割裂而成的一處景觀，高50至60米，寬10米以上。明鏡臺前有一處深潭。
- 國島（국도）：位於離通川郡（통천군）的鴨龍灘約4公里的海面上，面積約0.054平方公里，周長1公里，最高處41米，島上生長著松、竹和雜草，是一個海鳥棲息地。國島東北海岸有懸崖，懸崖很像立了一堵呈六角狀的柱子。東邊和北邊匯合處呈船頭狀，懸崖像是用六角狀柱子圍起了一堵棚欄。懸崖上有兩個洞窟。
- 叢石亭（총석정）：位于通川郡境內，呈六角或八角狀，垂直或稍微傾斜，由於風化和海蝕作用，它像一排石柱立在海面上，周邊的海裡有鰒魚、海參、鯔魚、鱍魚、章魚、多線魚、鯛魚等，還有青翠的松柏，北韓民眾喜歡在叢石亭看朝鮮東海的日出。
- 九龍瀑布（구룡폭포）：位于高城郡（고성군）的温井里境內。從九龍峰上的九龍臺之兩個峰巒中傾瀉而下。九龍瀑布上有《金剛山八仙》傳說的上八潭。九龍瀑布高74米、寬4米，瀑布下有還有九龍淵。
- 三日浦（삼일포）：關東八景之一的天然湖泊。
- 釋王寺：位于高山郡的雪峰里，在高麗末期修建了應真殿，到了朝鲜王朝時期增建了50多棟建築，釋王寺在向東開口的深谷，與地形相協調地佈置了兩排建築群，建築都坐北向南。第一道門是不二門，修建于公元1751年，建在寺前小溪拱形石橋上；第二道門是曹溪門，於公元1783年改建，門左右兩邊置四角基石，上立木柱，頂蓋歇山式大屋頂，獨具一格，用華麗的龍鳳飛天畫來裝飾。西邊有朝鮮歇山式屋頂的兩層樓：雪城東樓。鄰近還有著名的「光明礦泉水」。
- 鐵嶺山躑躅：位于高山郡的舊邑里和淮陽郡的金鐵里之間的鐵嶺，群山巍峨，雲霧繚繞，每年4月末至5月，滿山遍野開遍山躑躅花，紅艶艶的，十分美麗。它是朝鮮的先軍八景之一。
- 正陽寺（정양사）
- 黃龍山普賢寺（황룡산 보현사）
- 明沙十里：北韓東海岸的著名浴場。

## 高等院校

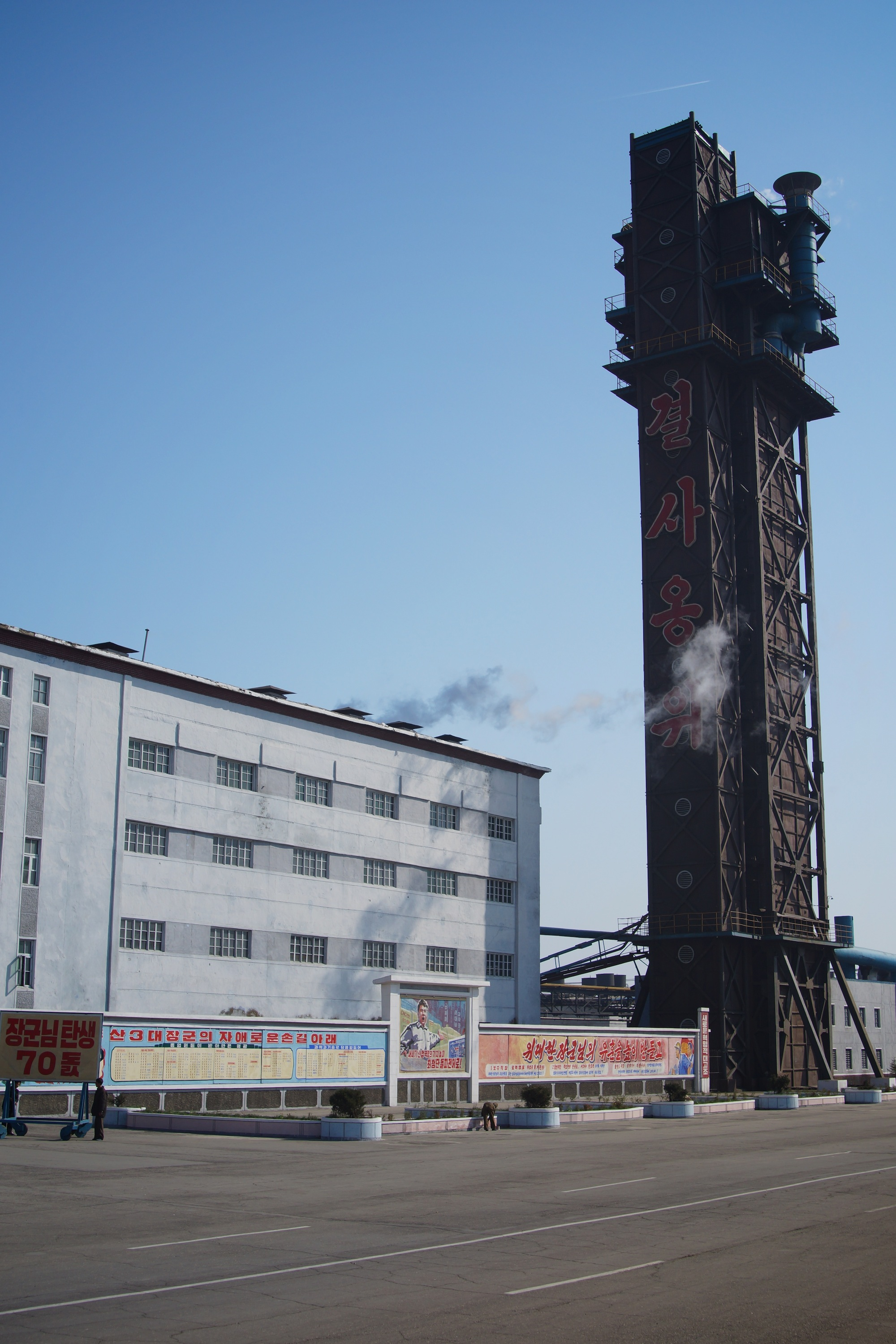
肥料燃燒廠

- 李淑德大學（Ri Su Dok University）
- 元山農業大學（Wonsan Agricultural College）
- 元山師範大學
- 鄭準澤元山經濟大學
- 元山水產大學
- 元山醫學大學
- 李守德元山教員大學
- 趙君實元山工業大學

## 友好关系
- 中国江苏省（1984年11月8日）